# Леонид Бужор
Леонид Бужо̀р (на румънски: Leonid Bujor) е политик от Република Молдова. От 25 септември 2009 г. е министър на образованието в правителството на Владимир Филат.

## Биография
Леонид Бужор е роден в село Сингурени, Ръшкански район, в семейство на земеделци. През 1973 г. завършва средно образование в родното си село. Една година работи в местния колхоз, след което в периода 1974 – 1976 г. отбива редовната си военна служба.
През 1977 г. Бужор постъпва в Държавния университет на Молдова, във Факултета по история, който завърша с отличие през 1982 година. В периода 1982 – 1987 г. е преподавател по история, а през 1987 – 1990 година отговаря за комунистическата партийна организация в район „Буюкани“ на град Кишинев. През 1990 г. е заместник-директор на гимназия в Кишинев.
От 1994 до 1999 г. Леонид Бужор е началник на общинската Дирекция за младежта, спорта и туризма в Кишинев. През 1996 г. е включен в състава на молдовската делегация на Олимпийските игри в Атланта, САЩ. В периода август 1999-април 2005 г. е кмет на район „Център“ (Чентру) в Кишинев. През 2003 година е избран за общински съветник в градския съвет на Кишинев.
От април 2005 до 2009 г. Бужор е депутат в парламента и секретар на парламентарната фракция на Алианс „Наша Молдова“.